# Джон Олівер
Джон Вільям Олівер (англ. John William Oliver; нар. 23 квітня 1977, Бірмінгем) — британський комік, актор і письменник. Лауреат 13-тьох премій «Еммі» (2008—2020 рр.), «Греммі» (2011) та інших нагород.
Він живе у США і з літа по грудень 2013 року був тимчасовим ведучим сатиричної новинної програми The Daily Show, замінюючи Джона Стюарта протягом трьох місяців. З 2006 він працював кореспондентом The Daily Show. У кінці 2013 року Олівер покинув шоу, щоб вести телешоу «Події минулого тижня з Джоном Олівером» (англ. Last Week Tonight with John Oliver) на телеканалі HBO. Також він виконує епізодичну роль у телесеріалі «Спільнота».
Олівер народився у Бірмінгемі, Англія. У середині 90-х років був членом театрального клубу Footlights при Кембриджському університеті, в який на той час також входили Девід Мітчелл і Річард Айоаде. У 1997 році він був віцепрезидентом клубу. У 1998 році закінчив Коледж Христа у Кембриджі.
Деякий час активно працював з Енді Зальцманом, зокрема над подкастами і радіопередачами Political Animal, The Department і The Bugle.